# Silvesterorde

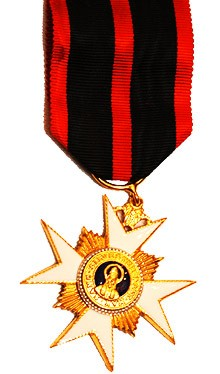
Ster van een Ridder in de Orde van de H. Paus Silvester, 1841

De Orde van Sint-Silvester (Latijn: Ordo Sancti Silvestri Papae/Ordo Sanctus Silvestris Papae, Italiaans: Ordine di San Silvestro Papa), is een onderscheiding voor leken die in de Katholieke Kerk wordt uitgereikt. De Orde van Sint-Silvester is na de Orde van Christus, de Orde van de Gulden Spoor, de Orde van Pius en de Gregoriusorde de hoogste onderscheiding die de Katholieke Kerk uitreikt.

## Geschiedenis
De ridderorde werd in 1841 als een ridderorde met de graden van Commandeur en Ridder ingesteld door Paus Gregorius XVI en is vernoemd naar Paus Silvester I, die van 314 tot 335 na Christus paus was en keizer Constantijn de Grote zou hebben gedoopt.

De orde ontstond door de reorganisatie van de zeer in diskrediet geraakte Orde van de Gulden Spoor en de insignia van de Orde van Sint-Silvester die oorspronkelijk "Ordo Sanctus Silvestris Papae e Militia Aurarta" heette droegen onder de onderste arm van het kruis een gouden ridderspoor. Dit aan de laars te bevestigen attribuut van ruiters is een van de symbolen van de ridderschap. De pausen verleenden de onderscheiding aan katholieken voor culturele, wetenschappelijke, militaire en bestuurlijke verdiensten.
De leden droegen in de 19e eeuw een ordekostuum dat uit een scharlakenrode mantel met grote ster en een rood kostuum met goudgegalloneerde witte broek, laarzen met gouden sporen, gouden knopen, groene goudgeborduurde kraag en omslagen, een steek met witte veren en een sabel bestond.
In 1905 herstelde Paus Pius X de oude Orde van de Gulden Spoor en de ridderspoor en de titel "Militia Aurarta" (gouden ridderschap) verdwenen uit de Orde van Sint-Silvester. Ook de ordeketen werd afgeschaft, deze is nu het versiersel van de Ridders van de Gulden Spoor.
De orde wordt tegenwoordig (2007) toegekend aan katholieken en niet-katholieken die zich in regionaal of diocesaan verband bijzonder verdienstelijk hebben gemaakt voor geloof en/of Kerk, met name voor het apostolaat. Het commandeurschap (met of zonder ster) kan worden gevraagd wanneer de betekenis van de verdiensten zich minstens op diocesaan niveau uitstrekt of als bevordering na een reeds toegekend ridderschap.

## Rangen
Deze orde telt vier rangen: ridder Groot Kruis, commandeur met en zonder ster en ridder.
- Grootkruis in de Orde van de H. Paus Silvester.

De Grootkruisen dragen het kleinood van de orde aan een breed lint over de rechterschouder en de ster op de linkerborst.
- Commandeur met ster in de Orde van de H. Paus Silvester.

Deze Commandeurs dragen het kleinood aan een lint om de hals en een iets kleinere ster op de linkerborst.
- Commandeur in de Orde van de H. Paus Silvester, voor degenen die zich op buitengewone wijze verdienstelijk hebben gemaakt voor geloof en Kerk (met name voor het apostolaat), waarvan de betekenis zich minstens op diocesaan niveau uitstrekt. In bepaalde gevallen kan het commandeurschap worden gevraagd als bevordering na een reeds toegekend ridderschap.

Deze Commandeurs dragen het kleinood aan een lint om de hals.
- Ridder in de Orde van de H. Paus Silvester, voor degenen die zich in regionaal of diocesaan verband bijzonder verdienstelijk hebben gemaakt voor geloof en/ of Kerk (met name voor het apostolaat)[1].

De Ridders dragen het kleinood aan een smal lint op de linkerborst.
Het kleinood van de orde is een wit geëmailleerd gouden kruis van Malta. Op het kruis is een goudomrand blauw medaillon met het gouden portret van de heilig verklaarde paus geplaatst.
Tussen de armen zijn viermaal acht korte gouden stralen gezet. Er is geen verhoging in de vorm van een krans, trofee of kroon.
De ster is van zilver en heeft acht punten. Op de ster is het kleinood gelegd.
Het lint is donkerrood met twee brede zwart strepen.
|        |            |                     |            |
| Ridder | Commandeur | Commandeur met ster | Grootkruis |